# زهرة الحواشي الكورسيكية
زهرة الحواشي الكورسيكية أو الزهرة الزاحفة أو الفيرونيكا الزاحفة (الاسم العلمي: Veronica repens) هو نوع من النباتات المزهرة من فصيلة الحملية، موطنه كورسيكا والمغرب. وهي نبات صغير لا يتجاوز ارتفاعه 15 سم، تنتشر على الأرض لتشكل شكل سجادة على الأرض، تكون أزهارها صغيرة أرجوانية اللون، أو بيضاء اللون. وهي نادرة في البرية ولكنها تزرع في الحدائق. تفضل التربة السيليسية والمناطق الجبلية. تزهر من مايو إلى سبتمبر بأزهار بيضاء أو زرقاء فاتحة. الثمار شكلها عبارة عن كبسولات.